# Paisley High Church

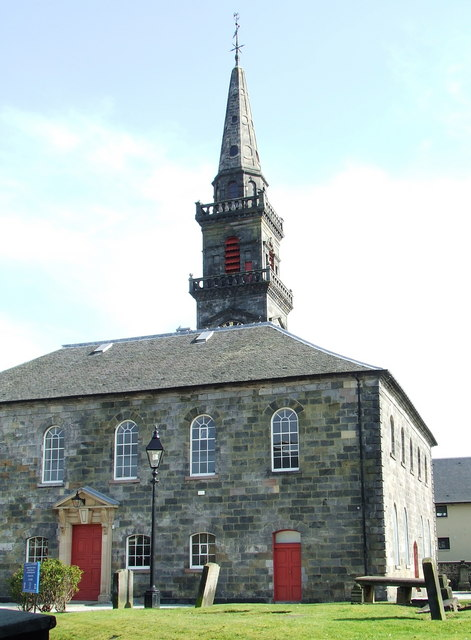
Paisley High Church

Die Paisley High Church, heute Oakshaw Trinity Church, ist ein Kirchengebäude in der schottischen Stadt Paisley in der Council Area Renfrewshire. Sie gehört einer Kirchengemeinde, die sich aus Gemeinden der Church of Scotland und der United Reformed Church in Schottland gebildet hat und sich als ökumenisch versteht. 1971 wurde das Bauwerk in die schottischen Denkmallisten in die höchste Denkmalkategorie A aufgenommen. Außerdem bildet es zusammen mit dem Christian Social Action Centre und weiteren Bauwerken ein Denkmalensemble der Kategorie A. Die Kirche ist heute noch als solche in Verwendung.

## Geschichte
Die Paisley High Church geht auf das Jahr 1754 zurück, als nach einem Entwurf des Architekten John White mit dem Bau begonnen wurde. Sie wurde schließlich 1756 fertiggestellt, wobei der Glockenturm erst 1770 errichtet wurde. Die Baukosten beliefen sich auf rund 1560 £. 1876 wurde das Gebäude für rund 6000 £ renoviert. Nachdem bereits seit den 1980er Jahren eine enge Zusammenarbeit zwischen der Kirchengemeinde Paisley High und umliegenden Gemeinden stattgefunden hatte, verschmolz sie 1991 mit den Gemeinden St John’s und der Paisley Congregational Church zu einer ökumenischen Gemeinde. Die Paisley High Church erhielt den Namen Oakshaw Trinity Church, ist jedoch im täglichen Umgang unter der ursprünglichen Bezeichnung bekannt.

## Beschreibung
Das rechteckige Gebäude liegt am Kopf der Sackgasse Church Hill im Stadtzentrum. Das Mauerwerk besteht aus Quadersteinen, die an den Gebäudekanten bossiert sind. An der Südseite ragt der fünfstöckige Glockenturm auf. Dort befindet sich mittig das in einem bossierten Segmentbogen schließenden Eingangsportal. Im dritten Geschoss sind allseitig Turmuhren mit umgebenden Blendpfeilern angebracht. Darüber kragt eine umlaufende Balustrade aus. Der Turm schließt mit einem hexagonalen Helm. Beiderseits des Turms befinden sich Rundbogenfenster.
An der gegenüberliegenden Gebäudeseite sind unterhalb des Daches sechs Fenster symmetrisch angeordnet. Mittig befindet sich eine von Blendpfeilern eingefasste, bekrönte Türe. Zwei weitere Türen befinden sich auf den äußeren Gebäudeachsen; dazwischen liegen kleinere Sprossenfenster. Entlang der beiden Seitenfassaden sind Fenster auf fünf vertikalen Achsen angeordnet. Das Gebäude schließt mit einem schiefergedeckten Plattformdach.